# Galeria Sław Legii Warszawa
Galeria Sław Legii – grupa szczególnie zasłużonych piłkarzy i działaczy klubu Legia Warszawa, wybierana przez działaczy drużyny.
Galeria Sław jest cały czas otwarta. Jej członkami są:
- Krzysztof Adamczyk
- Stefan Białas
- Bernard Blaut
- Lucjan Brychczy
- Kazimierz Buda
- Lesław Ćmikiewicz
- Władysław Dąbrowski
- Kazimierz Deyna
- Dariusz Dziekanowski
- Kazimierz Górski
- Henryk Grzybowski
- Paweł Janas
- Roman Kosecki
- Ryszard Milewski
- Tadeusz Nowak
- Jan Pieszko
- Leszek Pisz
- Jerzy Podbrożny
- Andrzej Sikorski
- Władysław Stachurski
- Andrzej Strejlau
- Maciej Śliwowski
- Adam Topolski
- Antoni Trzaskowski
- Edmund Zientara
- Janusz Żmijewski